# Doris Kearns Goodwin
Doris Helen Kearns Goodwin (Brooklyn, 4 de janeiro de 1943) é uma biografa, historiadora e comentarista política estado-unidense. Goodwin já escreveu biografias de vários presidentes dos Estados Unidos, entre eles Lyndon B. Johnson, John F. Kennedy, Abraham Lincoln, Theodore Roosevelt e William Howard Taft. O livro No Ordinary Time: Franklin and Eleanor Roosevelt: The Home Front in World War II, escrito por Goodwin venceu o Prêmio Pulitzer na categoria história em 1995.

## Obras
- Goodwin, Doris Kearns (1976). Lyndon Johnson and the American Dream. [S.l.]: Harper & Row. ISBN 0060122846. OCLC 429528985
- Goodwin, Doris Kearns (1987). The Fitzgeralds and the Kennedys: An American Saga. [S.l.]: St. Martin's Press. ISBN 9780312909338. OCLC 731388852
- Goodwin, Doris Kearns (1994). No Ordinary Time: Franklin and Eleanor Roosevelt: The Home Front in World War II. [S.l.]: Simon & Schuster. ISBN 978-0-671-64240-2. OCLC 1104884628
- Goodwin, Doris Kearns (1997). Wait Till Next Year: A Memoir. [S.l.]: Simon & Schuster. ISBN 0684824892. OCLC 37567424
- Goodwin, Doris Kearns (2000). Every Four Years: Presidential Campaign Coverage from 1896 to 2000. [S.l.]: Newseum. ISBN 0-9655091-7-6. OCLC 44050920
- Goodwin, Doris Kearns (2005). Team of Rivals: The Political Genius of Abraham Lincoln. [S.l.]: Simon & Schuster. ISBN 0-684-82490-6. OCLC 985963008
- Goodwin, Doris Kearns (2013). The Bully Pulpit: Theodore Roosevelt, William Howard Taft, and the Golden Age of Journalism. [S.l.]: Simon & Schuster. ISBN 978-1416547860. OCLC 865101671
- Goodwin, Doris Kearns (2018). Leadership in Turbulent Times. [S.l.]: Simon & Schuster. ISBN 978-1476795928. OCLC 1142801069[3]

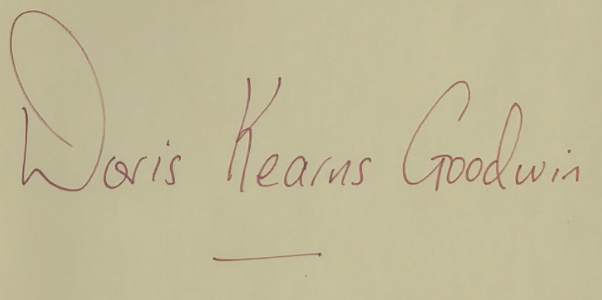